# Црква Вазнесења Господњег у Сувом Пољу
Црква Вазнесења Господњег у Сувом Пољу, насељеном месту на територији општине Бијељина, припада Епархији зворничко–тузланској Српске православне цркве.
У њој служи протојереј Миладин Кршић.

## Историјат
Црква Вазнесења Господњег у Сувом Пољу спада у ред новијих грађевина, представља једнобродни храм чија је градња започета 1994. године. Матичне књиге се воде од 1. маја 1999. године. Темеље је освештао епископ зворничко-тузлански Василије Качавенда 8. августа 1998. године, а новоизграђени храм 3. августа 2003. Светосавско–парохијски дом се гради од 2004. године и површина објекта износи 187,5 m². Најзначајнији приложници и добротвори овог храма су Милан Благојевић, Илија Јовановић, Ђорђе Јовановић и Мићо Мићић. Црква је зидана од ситне цигле, димензија 17,9×9,9 метара, покривена је бакром, садржи звоник и једно звоно. Живопис у олтару су започели 2006. године Теодор Кесић из Београда и његов помоћник Славиша Николић из Сувог Поља. Иконостас од храстовог дрвета су израдили у дуборезу ђакон Томислав Живановић и Рајко Малиш из Крагујевца. Иконе је осликао Петар Билић из Београда. При цркви Вазнесења Господњег делују Коло српских сестара које броји десет чланова и Светосавска омладинска заједница основане 2. септембра 2009. године.